# Calheta
Calheta je okres na jihozápadním okraji portugalského ostrova Madeira. Okres má rozlohu 115,65 km² a roku 2011 zde žilo 11 521 obyvatel. Dělí se na 8 farností: Arco da Calheta, Calheta, Estreito da Calheta, Fajã da Ovelha, Jardim do Mar, Paul do Mar, Ponta do Pargo a Prazeres.

## Historie
Samotná farnost Calheta bylo oficiálně založena 1. července 1502 a roku 2011 zde žilo 3 163 obyvatel. Osídlení a stavby jsou staršího data. Například farní kostel v Calhetě je z roku 1430 a jeho architektura se vyznačuje dřevěným stropem v maurském stylu. Ebenovou a stříbrnou modlitebnu věnoval král Manuel I.
Zemědělství se zaměřuje na pěstování banánů, vinné révy a cukrové třtiny. Aktivní je zde rybolov.
Zajímavým místem pro turisty jsou umělé písčité pláže v Calhetě. Žlutý písek byl dovezen z Maroka a z portugalské Figueira da Foz.

## Galerie

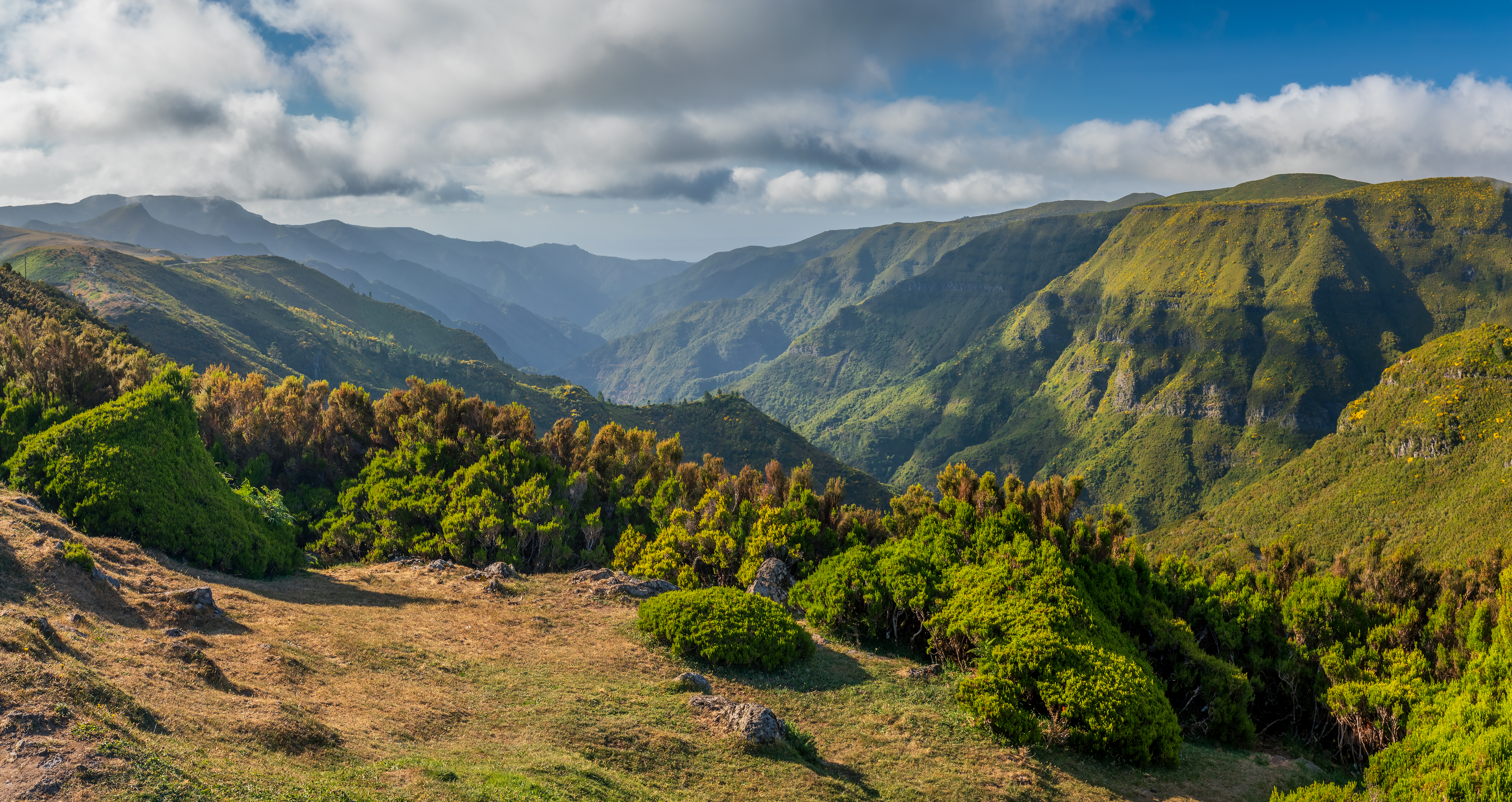
Pohled na údolí severozápadně od Rabaçalu
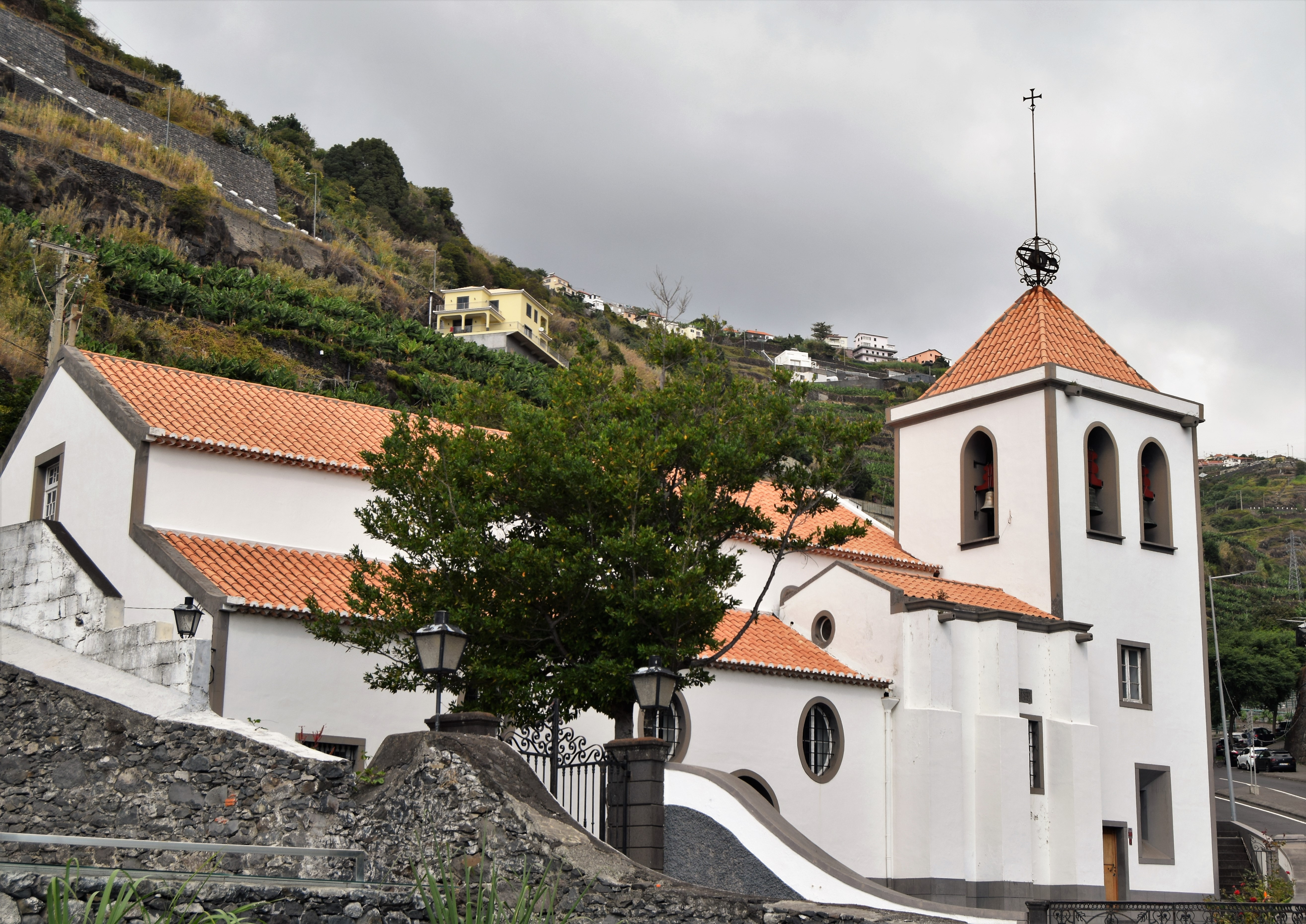
Kostel v Calhetě
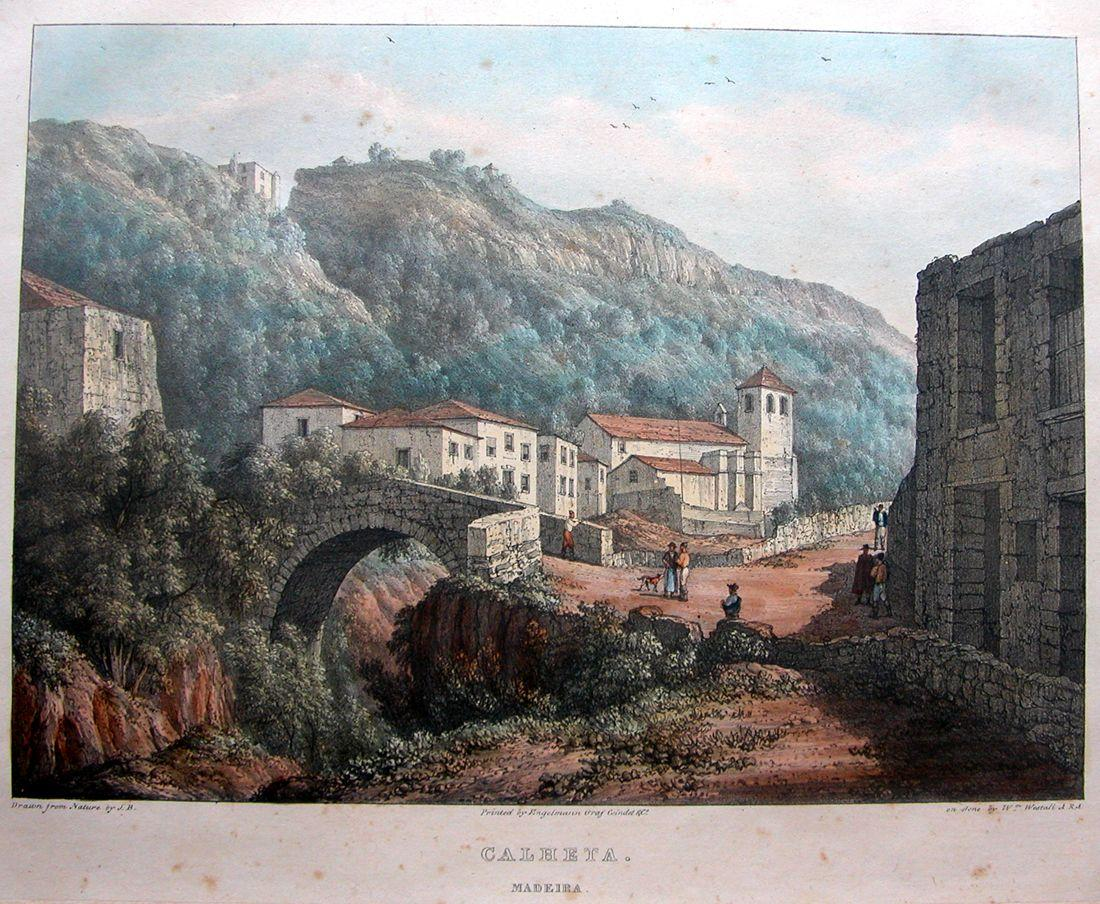
Obraz Calhety z 19. století
Farnosti okresu Calheta